# Оксельосунд (община)
Община Оксельосунд (на шведски: Oxelösunds kommun) е разположена в лен Сьодерманланд, източна централна Швеция с обща площ 36 km2 и население 11 403 души (към 31 декември 2013). Административен център на община Оксельосунд е едноименния град Оксельосунд.